# آدم جاكسون
آدم جاكسون (بالإنجليزية: Adam Jackson)‏ (18 مايو 1994 بدارلينغتون في المملكة المتحدة - ) هو لاعب كرة قدم بريطاني في مركز الدفاع. شارك مع منتخب إنجلترا تحت 16 سنة لكرة القدم ومنتخب إنجلترا تحت 17 سنة ومنتخب إنجلترا تحت 18 سنة ومنتخب إنجلترا تحت 19 سنة. أما مع النوادي، فقد لعب مع كوفنتري سيتي ونادي ميدلزبره ونادي هارتلبول يونايتد وإف سي هاليفاكس تاون.

## وصلات خارجية
- آدم جاكسون على موقع قاعدة بيانات كرة القدم.إي يو (الإنجليزية)
- آدم جاكسون على موقع Soccerbase.com (لاعب) (الإنجليزية)
- آدم جاكسون على موقع Soccerway.com (الإنجليزية)
- آدم جاكسون على موقع AS.com (الإسبانية)